# Minla à gorge striée
Actinodura strigula
Espèce
Statut de conservation UICN

 LC  : Préoccupation mineure
Le Minla à gorge striée (Actinodura strigula) est une espèce d'oiseaux de la famille des Leiothrichidae.

## Répartition et sous-espèces
Selon la classification de référence du Congrès ornithologique international (14.2, 2024) :
- A. s. simiaensis (Meinertzhagen, 1926) — du nord de l'Inde à l'ouest du Népal ;
- A. s. strigula (Hodgson, 1837) — centre/est de l'Himalaya ;
- A. s. yunnanensis (Ogilvie-Grant, 1900) — Patkai, monts Hengduan, Yunnan et nord du Viêt Nam ;
- A. s. traii (Eames, 2002) — mont Ngoc Linh (en) ;
- A. s. castanicauda (Hume, 1877) — sud-est de la Birmanie et nord-ouest de la Thaïlande ;
- A. s. malayana (Hartert, 1902) — péninsule Malaise.